# ガスタービン自動車

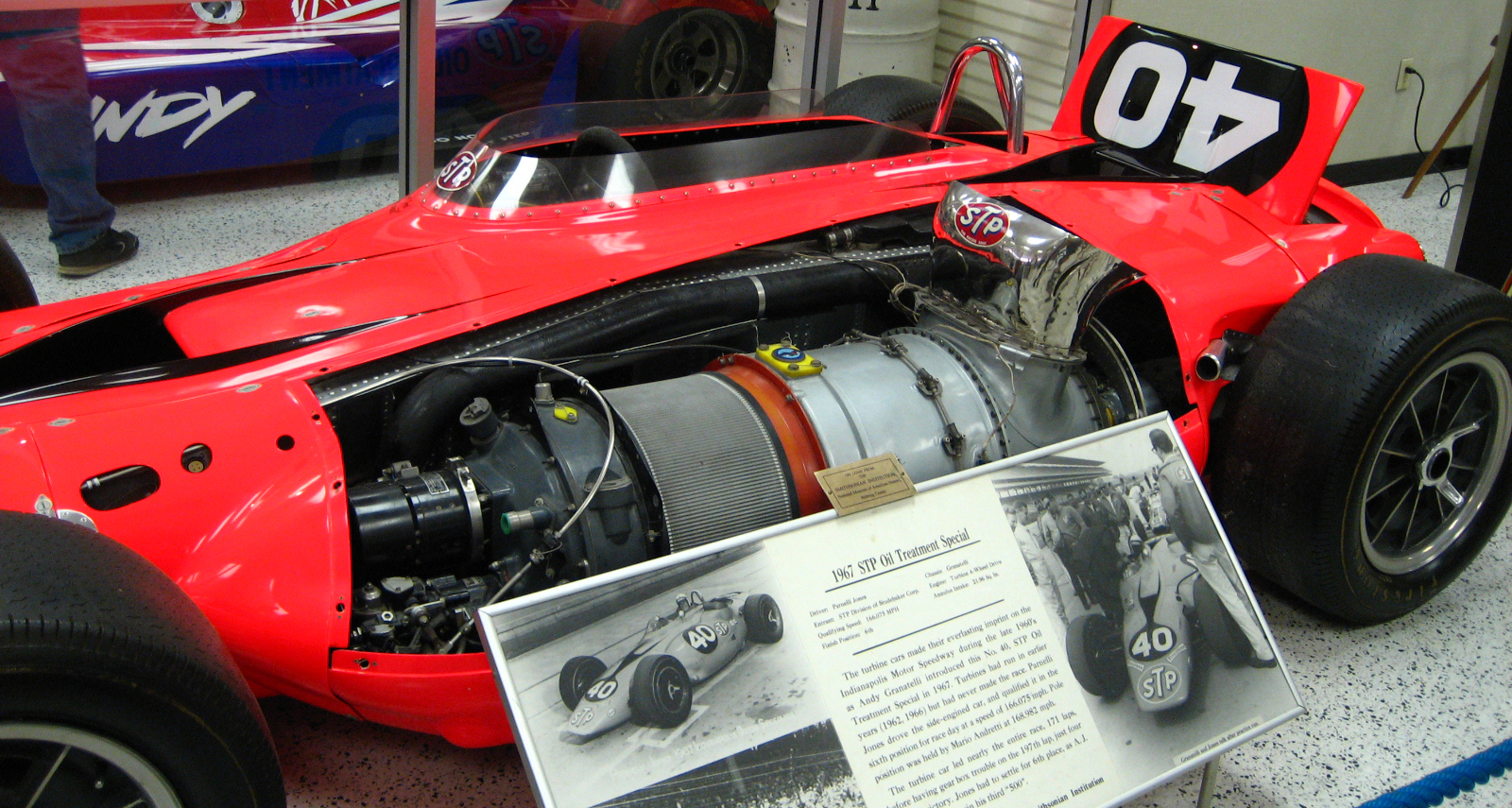
1967年式 STP Oil Treatment Special

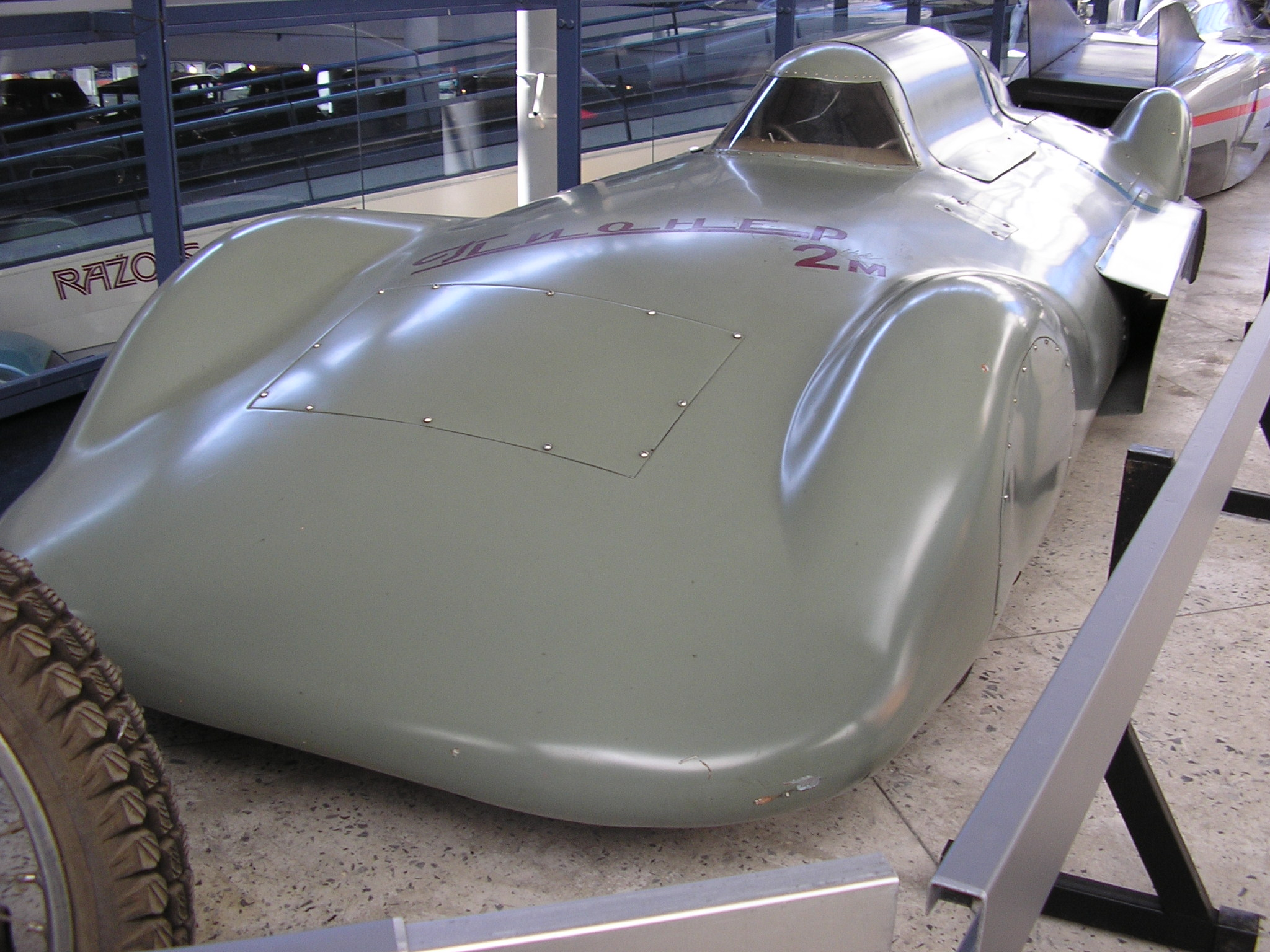
ピオネール 2M

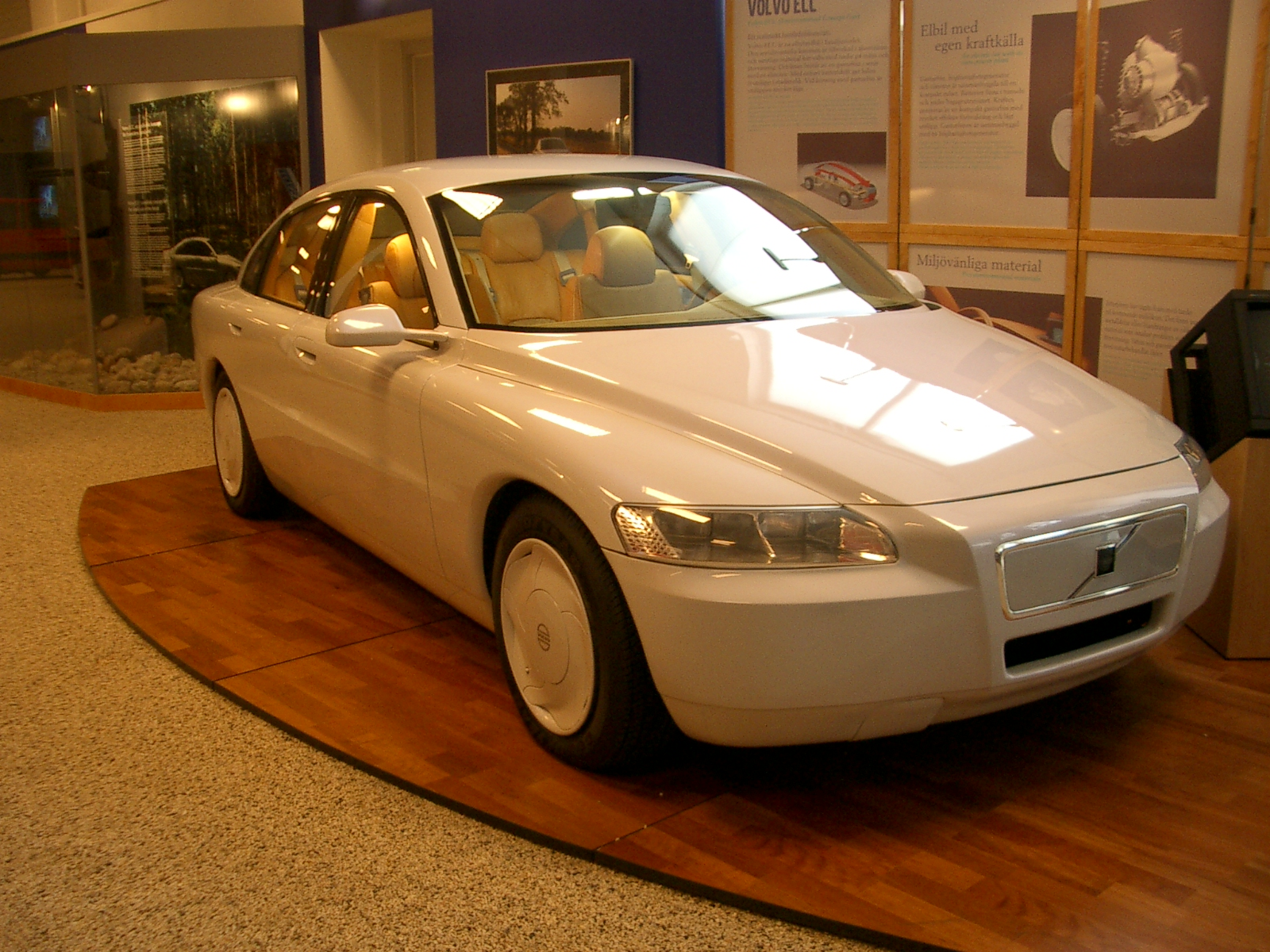
シリーズハイブリッドを取り入れたボルボ・ECC

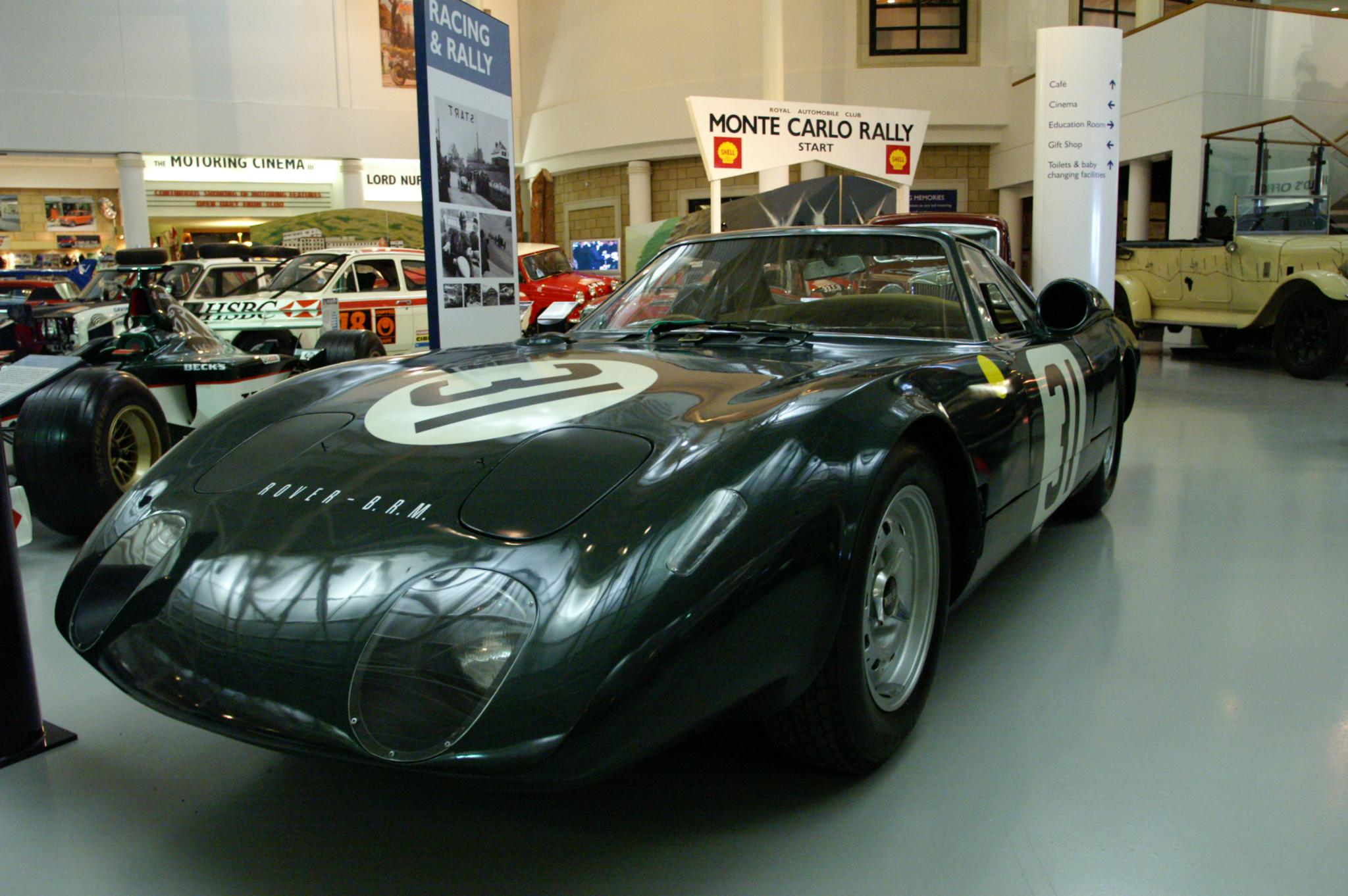
Rover-BRM

ガスタービン自動車（ガスタービンじどうしゃ）はガスタービンエンジンを動力とする自動車である。ガスタービン特有の軽量、高出力という特徴を活用すべく、1950年代から現代に至るまで世界各地で開発が散発的に行われてはいるものの、実用化に至った例は現時点においては限られている。
以前はフリータービンの軸出力を流体式変速機を介して伝達する例が主流だったが、近年ではタービンから駆動力を機械的に取り出すことをせず、シリーズハイブリッドとしてガスタービン発電機を一定の回転数で運転して二次電池を充電し、電動機を介して車輪を駆動する例が徐々に増えつつある。

## 概要
ガスタービンエンジンは小型、軽量、高出力、低大気汚染物質、多種燃料、低振動という利点がある反面、部分負荷時の燃費が悪く、騒音が大きく、加減速が緩慢で急激な負荷の変動に対して追従性が悪いという欠点を併せ持っている。そのため、巡航速度での効率を重視する航空機（旅客機、輸送機）や船舶とは異なり、運転時の大半が部分負荷の状態が占める自動車においては一部のコンセプトカーや競技用、速度記録挑戦用等を除き、実用化に至った事例はごく少数に留まった。その後、パワーエレクトロニクス等の周辺技術の発展によりシリーズハイブリッドを取り入れる事により徐々に実用化されつつある。
軍用車両ではStrv.103、M1エイブラムス、T-80等で実用化されている。
近年では、東京駅周辺で運行されている丸の内シャトルとメトロリンク日本橋に、マイクロガスタービンを搭載したシリーズハイブリッド式のバスが採用されており、ガスタービンハイブリッドの新たな潮流となりつつある。

## 現状と課題
ガスタービン自動車の普及を妨げる要因のひとつに燃費があげられる。自動車に必要な部分負荷時の熱効率、燃費の改善、負荷追従性の向上が求められる。タービンの素材にターボチャージャーで培われた非冷却による高温下での運転が可能なセラミックタービンや熱交換器の採用が検討される。ハイブリッド化することにより部分負荷時の燃費の改善、負荷追従性が高まる。また、従来の往復式内燃機関と比較して部品点数が少なく、低周波の振動が少ないので防振装置が簡略化できるため軽量化が可能である。